# Efekt Waluigi
Efekt Waluigi – zjawisko występujące w dużych modelach językowych (LLM-ach), w którym chatbot lub model zaczyna wytwarzać wyniki odwrotne do zamierzonych, w tym potencjalnie groźne lub wrogie dane wyjściowe, niespodziewanie lub poprzez celową inżynierię podpowiedzi. Efekt ten odzwierciedla zasadę, że po wyszkoleniu LLM-a w zakresie osiągnięcia pożądanej cechy (przyjazności, uczciwości), łatwiej jest mu wywołać reakcję wykazującą przeciwną cechę (agresję, oszustwo). Efekt ten ma implikacje dla wysiłków zmierzających do wdrożenia takich elementów, jak ramy etyczne, ponieważ takie kroki mogą nieumyślnie ułatwiać zachowania przeciwstawne do modelu. Nazwa efektu pochodzi od imienia fikcyjnej postaci Waluigi z serii gier Mario, głównego rywala Luigiego, znanego ze powodowania psot i problemów.